# La Grande Grève des mineurs
Pour plus de détails, voir Fiche technique et Distribution.
La Grande Grève des mineurs est un documentaire français réalisé par Louis Daquin, sorti en 1963.

## Synopsis
Documentaire sur la grève des mineurs du Pas-de-Calais, du 1er mars au 4 avril 1963.

## Fiche technique
- Titre original : La Grande Grève des mineurs
- Réalisation : Louis Daquin
- Montage : Emma Le Chanois
- Musique : Jean Wiener
- Société de production : Coopérative générale du cinéma français
- Pays d'origine :  France
- Langue originale : français
- Format : Noir et blanc — 16 mm — 1,37:1 — son mono
- Genre : Documentaire
- Durée : 25 minutes
- Dates de sortie :
  - France : 1963